# Ocotea glaucophylla
Ocotea glaucophylla är en lagerväxtart som beskrevs av Harold Norman Moldenke. Ocotea glaucophylla ingår i släktet Ocotea och familjen lagerväxter. Inga underarter finns listade i Catalogue of Life.